# اینترنت اکسپلورر ۱
اینترنت اکسپلورر ۱ (به انگلیسی: Internet Explorer 1.0) یک مرورگر وب گرافیکی می‌باشد که در تاریخ ۲۵ مرداد ۱۳۷۴ (به میلادی ۱۶ آگوست ۱۹۹۵) توسط مایکروسافت عرضه شد. اینترنت اکسپلورر ۱ یک بازسازی از Spyglass Mosaic تحت لیسانس مایکروسافت بود و برای Microsoft Plus! و Windows ۹۵ عرضه شده بود. تیم اینترنت اکسپلورر در اوایل با نیم دوجین افراد کار خود را آغاز کرد.
در حال حاضر اینترنت اکسپلورر ۱ دیگر برای دانلود در دسترس نیست و مایکروسافت پشتیبانی از آن را تمام کرده است.